# Sciurus oculatus
Sciurus oculatus е вид бозайник от семейство Катерицови (Sciuridae).

## Разпространение
Видът е разпространен в Мексико (Веракрус, Гуанахуато, Идалго, Керетаро, Мексико, Пуебла и Сан Луис Потоси).